# 중앙동 (용인시)
중앙동(中央洞)은 용인시 처인구 중앙에 위치한 행정동이다. 처인구청 소재지로 법정동인 김량장동과 남동을 관할하고 있다. 용인시의 원도심으로, 용인시의 여러 공공시설들과 재래시장인 용인시장이 위치하고 있다.

## 역사
- 1895년 6월 23일(음력 윤5월 1일) : 충주부 용인군 관할. 이 때 군의 치소를 현 기흥구 언남동에서 이곳(당시 수여면 소학동)으로 옮겼다.
- 1896년 8월 4일 : 경기도 용인군 관할
- 1914년 4월 1일 : 경기도 용인군 수여면 김량장리, 남리로 개편
- 1938년 : 용인면 김량장리, 남리 (수여면이 용인면으로 개칭)
- 1979년 5월 1일 : 용인읍 김량장리, 남리 (용인면이 읍으로 승격)
- 1996년 3월 1일 : 용인군이 용인시로 승격하면서, 용인읍을 폐지하고 중앙동 설치

## 법정동
- 김량장동(金良場洞)
- 남동(南洞)

## 인구

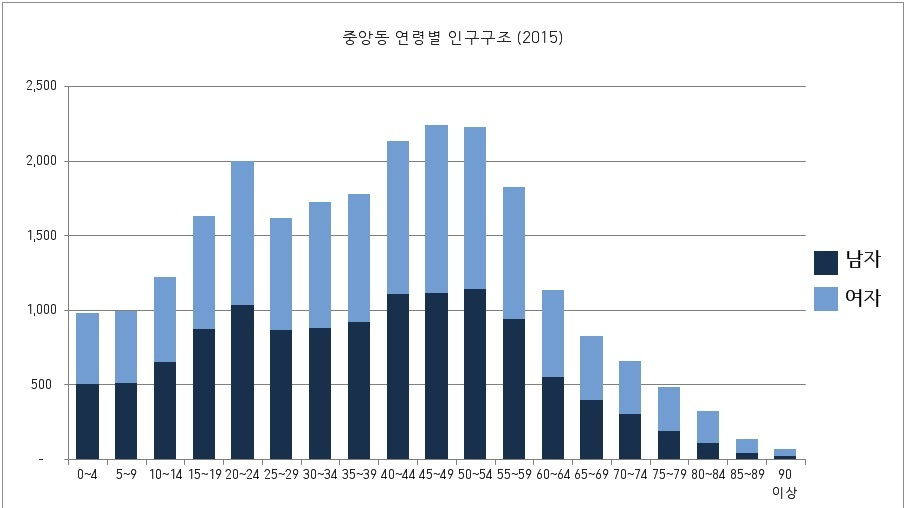
중앙동 연령별 인구구조

중앙동의 인구는 26,733명(2019년 2월 28일 기준, 내국인)으로 용인시 전체 인구의 2.4%를 차지한다. 남자는 13,494명, 여자는 13,239명이며 외국인은 1,975명이다. 중앙동은 농촌 인구구조의 특징이 나타나서 유소년(15세 미만 인구) 인구 비율은 11.6%로 용인시 전체 비율(16.1%)보다 낮고 노인(65세이상 인구) 인구 비율은 12.6%로 용인시 전체 비율(12.2%)보다 많다.

## 교통
국도 제42호선과 국도 제45호선이 분기한다. 용인경전철 김량장역, 운동장·송담대역이 위치해 있다.

## 아파트
| 단지명                    | 건설사   | 시행사                            | 주소 | 입주 | 비고 |
| ------------------------- | -------- | --------------------------------- | ---- | ---- | ---- |
| 푸르지오 원클러스터 1단지 | 대우건설 | ㈜남동타운피에프브이              |      |      |      |
| 푸르지오 원클러스터 2단지 | 대우건설 | ㈜코리아신탁 ㈜남동타운피에프브이 |      |      |      |
| 푸르지오 원클러스터 3단지 | 대우건설 | ㈜코리아신탁 ㈜남동타운피에프브이 |      |      |      |